# Ирис Шмакова
Ирис Шмакова (также касатик Шмакова; лат. Iris schmakovii) — вид травянистых растений рода Ирис (Iris) семейства Ирисовые (Iridaceae).
Вид назван в честь российского ботаника, директора Южно-Сибирского ботанического сада Александра Ивановича Шмакова.

## Ботаническое описание
Растение 20—30 см высотой. Листья линейно-ланцетные, 3—8 мм шириной, зелёные.
Цветки жёлтые с фиолетовыми жилками, листья обвёртки широкие, вздутые, заострённые. Коробочка веретеновидная, заостренная.
Близок к Iris bloudowii (ирис Блудова) и Iris humilis (ирис низкий), но имеет кожистые острые листья обвёртки с выделяющимися жилками и крупную веретеновидную кожистую коробочку.

## Распространение
Эндемик Монголии (известны 4 местонахождения в аймаке Хувсгел).